# Coryssiphus cinerascens
Espèce
Synonymes
- Coryssiphus unicolor Simon, 1903

Coryssiphus cinerascens est une espèce d'araignées aranéomorphes de la famille des Miturgidae.

## Distribution
Cette espèce est endémique du Cap-Occidental en Afrique du Sud,. Elle se rencontre vers la péninsule du Cap et Stellenbosch.

## Description
Le mâle holotype mesure 4 mm.
Les mâles mesurent de 3,2 à 3,3 mm et les femelles de 4,7 à 5,2 mm.

## Systématique et taxinomie
Cette espèce a été décrite par Simon en 1903.
Coryssiphus unicolor a été placée en synonymie par Bosselaers en 2024.

## Publication originale
- Simon, 1903 : « Descriptions d'arachnides nouveaux. » Annales de la Société entomologique de Belgique, vol. 47, p. 21-39 (texte intégral).